# Gnathia calsi
Gnathia calsi är en kräftdjursart som beskrevs av Mueller 1993. Gnathia calsi ingår i släktet Gnathia och familjen Gnathiidae. Inga underarter finns listade i Catalogue of Life.